# Collonges-lès-Premières
Collonges-lès-Premières korábbi község (település) Franciaországban, Côte-d’Or megyében. 2019. február 28-án Premières községgel egyesült és delegált község státusszal Collonges-et-Premières új község része lett.
Lakosainak száma 905 fő (2018. január 1.). Collonges-lès-Premières Longchamp, Soirans, Pluvet, Premières, Villers-les-Pots, Beire-le-Fort, Lamarche-sur-Saône, Longeault, Magny-Montarlot, Pluvault és Longeault-Pluvault községekkel határos.

## Népesség
A település népességének változása:
| Lakosok száma | 815  | 875  | 899  | 896  | 905  |
|               | 2013 | 2015 | 2016 | 2017 | 2018 |